# Luis Miguel Tour 2023–24
La Gira Luis Miguel 2023–24 fue una gira de conciertos del cantante mexicano Luis Miguel. La gira comenzó el 3 de agosto de 2023 en Buenos Aires, Argentina. La primera etapa del tour concluyó en la Riviera Maya el 31 de diciembre de 2023. La segunda etapa empezaría en el Estadio Olímpico Félix Sánchez el 20 de enero de 2024 y concluyó el 18 de diciembre de 2024 en el estadio Campo Argentino de Polo en Buenos Aires, Argentina. Misma ciudad dónde empezó su tour 2023-2024.
La gira fue promovida por Cárdenas Marketing Network (CMN). y Fenix Entertainment Group

## Antecedentes
Su gira anterior, se desarrolló entre 2018 y 2019, recaudó 101.4 millones de dólares y vendió 965,000 boletos en 116 funciones, según Billboard Boxscore. Fue la gira latina más taquillera en la historia de Boxscore hasta el año pasado cuando Bad Bunny con El Último Tour del Mundo y World's Hottest Tour la superaron.
Luis Miguel anunció su nueva gira el Día de San Valentín con solo una foto del cartel de la gira en sus redes sociales, luego de eso dio a conocer las primeras fechas de la gira en su cumpleaños (19 de abril). En solo 24 horas de puesta a la venta se vendieron más de 400.000 boletos, agotando 34 funciones en Argentina, Chile y Estados Unidos, por lo que se dieron a conocer nuevas fechas debido a la alta demanda de entradas.
En México se agotaron los 13 conciertos iniciales en tan solo cuatro horas desde que se abrió la venta al público en general. Inmediatamente después se agregaron cinco nuevas fechas en la Ciudad de México y Monterrey.

## Lista de canciones
1. "Será Que No Me Amas"
2. "Amor, Amor, Amor"
3. "Suave"
4. "Culpable o No"
5. "Dormir Contigo" (Sólo en Argentina de 2023)
6. "Te Necesito"
7. "Es Por Ti" (Sólo en Argentina de 2023)
8. "Hasta Que Me Olvides"
9. "Dame"
10. Romance Medley: (Sólo en Argentina de 2023)
  - "No Me Platiques Más"
  - "Usted"
  - "La Puerta"
  - "La Barca"
  - "Inolvidable"
11. Armando Manzanero Medley:
  - "Por Debajo de la Mesa"
  - "No Sé Tú"
12. Segundo Romance Medley:
  - "Como Yo Te Amé"
  - "Solamente Una Vez"
  - "Somos Novios"
  - "Todo y Nada"
  - "Nosotros"
13. Tangos Medley: (Sólo en Argentina de 2023 y Cierre de Gira 2024)
  - "Por Una Cabeza"
  - "Volver"
  - "Uno"
  - "El Día Que Me Quieras"
14. "Sonríe / Smile" (feat. Michael Jackson)
15. "Come Fly With Me" (feat. Frank Sinatra)
16. "Santa Claus Llegó A La Ciudad" (Desde noviembre a diciembre)
17. Up Tempo Medley:
  - "Un Hombre Busca Una Mujer"
  - "Cuestión de Piel"
  - "Oro de Ley"
18. J.C. Calderón Medley:
  - "Fría Como El Viento"
  - "Tengo Todo Excepto a Ti"
  - "Entrégate"
19. "La Fiesta del Mariachi"
20. "El Balajú"(Sólo en Argentina de 2023)
21. "Llamarada"(Sólo en Argentina de 2023)
22. "Si Nos Dejan"(Sólo en Argentina de 2023)
23. “Cielito lindo", “Que bonita es mi tierra", “Viva México" (Solo en Las Vegas del 15 al 17 de septiembre)
24. "La Bikina"
25. "La Media Vuelta"
26. Funk Medley: (Sólo en Argentina de 2023)
  - "Quiero"
  - "Que Nivel de Mujer"
  - "Mujer de Fuego"
27. Oldies Ballads Medley:
  - "No Me Puedes Dejar Así"
  - "Palabra de Honor"
  - "La Incondicional"
28. "Te Propongo Esta Noche"(Hasta el 13 de noviembre de 2024)
29. Oldies Pop Medley:
  - "Ahora Te Puedes Marchar"
  - "La Chica del Bikini Azul"
  - "Isabel"
  - "Cuando Calienta El Sol"
30. "Cucurrucucú Paloma" (Canción Bonus)

## Fechas de la gira
| N                | Fecha                    | Ciudad              | País                 | Recinto                                       |            |            |
| Sudamérica       | Sudamérica               | Sudamérica          | Sudamérica           | Sudamérica                                    | Sudamérica | Sudamérica |
| ---------------- | ------------------------ | ------------------- | -------------------- | --------------------------------------------- | ---------- | ---------- |
| 1                | 3 de agosto de 2023      | Buenos Aires        | Argentina            | Movistar Arena                                |            |            |
| 2                | 4 de agosto de 2023      | Buenos Aires        | Argentina            | Movistar Arena                                |            |            |
| 3                | 6 de agosto de 2023      | Buenos Aires        | Argentina            | Movistar Arena                                |            |            |
| 4                | 8 de agosto de 2023      | Buenos Aires        | Argentina            | Movistar Arena                                |            |            |
| 5                | 9 de agosto de 2023      | Buenos Aires        | Argentina            | Movistar Arena                                |            |            |
| 6                | 12 de agosto de 2023     | Buenos Aires        | Argentina            | Movistar Arena                                |            |            |
| 7                | 15 de agosto de 2023     | Buenos Aires        | Argentina            | Movistar Arena                                |            |            |
| 8                | 16 de agosto de 2023     | Buenos Aires        | Argentina            | Movistar Arena                                |            |            |
| 9                | 17 de agosto de 2023     | Buenos Aires        | Argentina            | Movistar Arena                                |            |            |
| 10               | 18 de agosto de 2023     | Buenos Aires        | Argentina            | Movistar Arena                                |            |            |
| 11               | 21 de agosto de 2023     | Santiago            | Chile                | Movistar Arena                                |            |            |
| 12               | 22 de agosto de 2023     | Santiago            | Chile                | Movistar Arena                                |            |            |
| 13               | 23 de agosto de 2023     | Santiago            | Chile                | Movistar Arena                                |            |            |
| 14               | 25 de agosto de 2023     | Santiago            | Chile                | Movistar Arena                                |            |            |
| 15               | 26 de agosto de 2023     | Santiago            | Chile                | Movistar Arena                                |            |            |
| 16               | 28 de agosto de 2023     | Santiago            | Chile                | Movistar Arena                                |            |            |
| 17               | 29 de agosto de 2023     | Santiago            | Chile                | Movistar Arena                                |            |            |
| 18               | 4 de septiembre de 2023  | Santiago            | Chile                | Movistar Arena                                |            |            |
| 19               | 5 de septiembre de 2023  | Santiago            | Chile                | Movistar Arena                                |            |            |
| 20               | 6 de septiembre de 2023  | Santiago            | Chile                | Movistar Arena                                |            |            |
| Norteamérica     |                          |                     |                      |                                               |            |            |
| 21               | 15 de septiembre de 2023 | Las Vegas           | Estados Unidos       | Dolby Live                                    |            |            |
| 22               | 16 de septiembre de 2023 | Las Vegas           | Estados Unidos       | Dolby Live                                    |            |            |
| 23               | 17 de septiembre de 2023 | Las Vegas           | Estados Unidos       | Dolby Live                                    |            |            |
| 24               | 20 de septiembre de 2023 | Anaheim             | Estados Unidos       | Honda Center                                  |            |            |
| 25               | 21 de septiembre de 2023 | San Diego           | Estados Unidos       | Pechanga Arena                                |            |            |
| 26               | 23 de septiembre de 2023 | Phoenix             | Estados Unidos       | Footprint Center                              |            |            |
| 27               | 24 de septiembre de 2023 | Inglewood           | Estados Unidos       | Kia Forum                                     |            |            |
| 28               | 27 de septiembre de 2023 | Ontario             | Estados Unidos       | Toyota Arena                                  |            |            |
| 29               | 30 de septiembre de 2023 | Thousand Palms      | Estados Unidos       | Acrisure Arena                                |            |            |
| 30               | 4 de octubre de 2023     | Rosemont            | Estados Unidos       | Allstate Arena                                |            |            |
| 31               | 5 de octubre de 2023     | Rosemont            | Estados Unidos       | Allstate Arena                                |            |            |
| 32               | 6 de octubre de 2023     | Indianápolis        | Estados Unidos       | Gainbridge Fieldhouse                         |            |            |
| 33               | 8 de octubre de 2023     | Nueva York          | Estados Unidos       | Madison Square Garden                         |            |            |
| 34               | 11 de octubre de 2023    | Miami               | Estados Unidos       | Kaseya Center                                 |            |            |
| 35               | 13 de octubre de 2023    | Miami               | Estados Unidos       | Kaseya Center                                 |            |            |
| 36               | 18 de octubre de 2023    | Boston              | Estados Unidos       | TD Garden                                     |            |            |
| 37               | 20 de octubre de 2023    | Washington D. C.    | Estados Unidos       | Capital One Arena                             |            |            |
| 38               | 21 de octubre de 2023    | Newark              | Estados Unidos       | Prudential Center                             |            |            |
| 39               | 22 de octubre de 2023    | Elmont              | Estados Unidos       | UBS Arena                                     |            |            |
| 40               | 26 de octubre de 2023    | Oklahoma City       | Estados Unidos       | Paycom Center                                 |            |            |
| 41               | 28 de octubre de 2023    | Hidalgo             | Estados Unidos       | Payne Arena                                   |            |            |
| 42               | 29 de octubre de 2023    | Dallas              | Estados Unidos       | American Airlines Center                      |            |            |
| 43               | 2 de noviembre de 2023   | Houston             | Estados Unidos       | Toyota Center                                 |            |            |
| 44               | 4 de noviembre de 2023   | San Antonio         | Estados Unidos       | Frost Bank Center                             |            |            |
| 45               | 5 de noviembre de 2023   | Austin              | Estados Unidos       | Moody Center                                  |            |            |
| 46               | 11 de noviembre de 2023  | Monterrey           | México               | Auditorio Citibanamex                         |            |            |
| 47               | 14 de noviembre de 2023  | Monterrey           | México               | Estadio Banorte                               |            |            |
| 48               | 15 de noviembre de 2023  | Monterrey           | México               | Estadio Banorte                               |            |            |
| 49               | 16 de noviembre de 2023  | Monterrey           | México               | Estadio Banorte                               |            |            |
| 50               | 20 de noviembre de 2023  | Ciudad de México    | México               | Arena Ciudad de México                        |            |            |
| 51               | 21 de noviembre de 2023  | Ciudad de México    | México               | Arena Ciudad de México                        |            |            |
| 52               | 22 de noviembre de 2023  | Ciudad de México    | México               | Arena Ciudad de México                        |            |            |
| 53               | 24 de noviembre de 2023  | Ciudad de México    | México               | Arena Ciudad de México                        |            |            |
| 54               | 25 de noviembre de 2023  | Ciudad de México    | México               | Arena Ciudad de México                        |            |            |
| 55               | 27 de noviembre de 2023  | Ciudad de México    | México               | Arena Ciudad de México                        |            |            |
| 56               | 28 de noviembre de 2023  | Ciudad de México    | México               | Arena Ciudad de México                        |            |            |
| 57               | 1 de diciembre de 2023   | Querétaro           | México               | Estadio Corregidora                           |            |            |
| 58               | 2 de diciembre de 2023   | Aguascalientes      | México               | Estadio Victoria                              |            |            |
| 59               | 4 de diciembre de 2023   | San Luis Potosí     | México               | Estadio Alfonso Lastras                       |            |            |
| 60               | 7 de diciembre de 2023   | Ciudad de México    | México               | Expo Santa Fe México                          |            |            |
| 61               | 8 de diciembre de 2023   | Puebla              | México               | Estadio Cuauhtémoc                            |            |            |
| 62               | 10 de diciembre de 2023  | Oaxaca              | México               | Estadio Tecnológico de Oaxaca                 |            |            |
| 63               | 12 de diciembre de 2023  | Veracruz            | México               | Estadio Universitario Beto Ávila              |            |            |
| 64               | 15 de diciembre de 2023  | Morelia             | México               | Estadio Morelos                               |            |            |
| 65               | 17 de diciembre de 2023  | Guadalajara         | México               | Estadio Jalisco                               |            |            |
| 66               | 18 de diciembre de 2023  | Guadalajara         | México               | Estadio Jalisco                               |            |            |
| 67               | 20 de diciembre de 2023  | Ciudad de México    | México               | Arena Ciudad de México                        |            |            |
| 68               | 31 de diciembre de 2023  | Riviera Maya        | México               | Mayakoba                                      |            |            |
| Latinoamérica    |                          |                     |                      |                                               |            |            |
| 69               | 18 de enero de 2024      | Santo Domingo       | República Dominicana | Estadio Olímpico Félix Sánchez                |            |            |
| 70               | 20 de enero de 2024      | San Juan            | Puerto Rico          | Coliseo de Puerto Rico José Miguel Agrelot    |            |            |
| 71               | 22 de enero de 2024      | San Juan            | Puerto Rico          | Coliseo de Puerto Rico José Miguel Agrelot    |            |            |
| 72               | 23 de enero de 2024      | San Juan            | Puerto Rico          | Coliseo de Puerto Rico José Miguel Agrelot    |            |            |
| 73               | 27 de enero de 2024      | Ciudad de Guatemala | Guatemala            | Explanada Cardales de Cayalá                  |            |            |
| 74               | 28 de enero de 2024      | Ciudad de Guatemala | Guatemala            | Explanada Cardales de Cayalá                  |            |            |
| 75               | 30 de enero de 2024      | San Salvador        | El Salvador          | Estadio Cuscatlán                             |            |            |
| 76               | 2 de febrero de 2024     | Tegucigalpa         | Honduras             | Estadio Nacional Chelato Uclés                |            |            |
| 77               | 5 de febrero de 2024     | Managua             | Nicaragua            | Estadio Nacional Soberanía                    |            |            |
| 78               | 8 de febrero de 2024     | San José            | Costa Rica           | Estadio Nacional                              |            |            |
| 79               | 12 de febrero de 2024    | Caracas             | Venezuela            | Estadio Monumental Simón Bolívar              |            |            |
| 80               | 17 de febrero de 2024    | Bogotá              | Colombia             | Coliseo MedPlus                               |            |            |
| 81               | 18 de febrero de 2024    | Bogotá              | Colombia             | Coliseo MedPlus                               |            |            |
| 82               | 21 de febrero de 2024    | Quito               | Ecuador              | Estadio Olímpico Atahualpa                    |            |            |
| 83               | 24 de febrero de 2024    | Lima                | Perú                 | Estadio Nacional                              |            |            |
| 84               | 25 de febrero de 2024    | Lima                | Perú                 | Estadio Nacional                              |            |            |
| 85               | 1 de marzo de 2024       | Santiago            | Chile                | Estadio Nacional                              |            |            |
| 86               | 2 de marzo de 2024       | Santiago            | Chile                | Estadio Nacional                              |            |            |
| 87               | 5 de marzo de 2024       | Buenos Aires        | Argentina            | La Rural                                      |            |            |
| 88               | 6 de marzo de 2024       | Buenos Aires        | Argentina            | Campo Argentino de Polo                       |            |            |
| 89               | 9 de marzo de 2024       | Buenos Aires        | Argentina            | Campo Argentino de Polo                       |            |            |
| 90               | 10 de marzo de 2024      | Buenos Aires        | Argentina            | Campo Argentino de Polo                       |            |            |
| 91               | 14 de marzo de 2024      | Córdoba             | Argentina            | Monumental de Alta Córdoba                    |            |            |
| 92               | 16 de marzo de 2024      | Montevideo          | Uruguay              | Estadio Centenario                            |            |            |
| 93               | 20 de marzo de 2024      | Asunción            | Paraguay             | Estadio General Pablo Rojas                   |            |            |
| 94               | 23 de marzo de 2024      | São Paulo           | Brasil               | Allianz Parque                                |            |            |
| Norteamérica II  |                          |                     |                      |                                               |            |            |
| 95               | 4 de abril de 2024       | Seattle             | Estados Unidos       | Climate Pledge Arena                          |            |            |
| 96               | 6 de abril de 2024       | Portland            | Estados Unidos       | Moda Center                                   |            |            |
| 97               | 10 de abril de 2024      | Sacramento          | Estados Unidos       | Golden 1 Center                               |            |            |
| 98               | 11 de abril de 2024      | San Francisco       | Estados Unidos       | Chase Center                                  |            |            |
| 99               | 13 de abril de 2024      | Fresno              | Estados Unidos       | Save Mart Center                              |            |            |
| 100              | 14 de abril de 2024      | San José            | Estados Unidos       | SAP Center                                    |            |            |
| 101              | 16 de abril de 2024      | Los Ángeles         | Estados Unidos       | Crypto.com Arena                              |            |            |
| 102              | 17 de abril de 2024      | Los Ángeles         | Estados Unidos       | Crypto.com Arena                              |            |            |
| 103              | 19 de abril de 2024      | Las Vegas           | Estados Unidos       | T-Mobile Arena                                |            |            |
| 104              | 23 de abril de 2024      | Glendale            | Estados Unidos       | Desert Diamond Arena                          |            |            |
| 105              | 25 de abril de 2024      | Thousand Palms      | Estados Unidos       | Acrisure Arena                                |            |            |
| 106              | 26 de abril de 2024      | Ontario             | Estados Unidos       | Toyota Arena                                  |            |            |
| 107              | 28 de abril de 2024      | Salt Lake City      | Estados Unidos       | Delta Center                                  |            |            |
| 108              | 1 de mayo de 2024        | El Paso             | Estados Unidos       | Don Haskins Center                            |            |            |
| 109              | 2 de mayo de 2024        | El Paso             | Estados Unidos       | Don Haskins Center                            |            |            |
| 110              | 4 de mayo de 2024        | Laredo              | Estados Unidos       | Sames Auto Arena                              |            |            |
| 111              | 5 de mayo de 2024        | Austin              | Estados Unidos       | Moody Center                                  |            |            |
| 112              | 8 de mayo de 2024        | Dallas              | Estados Unidos       | American Airlines Center                      |            |            |
| 113              | 10 de mayo de 2024       | Hidalgo             | Estados Unidos       | Payne Arena                                   |            |            |
| 114              | 11 de mayo de 2024       | San Antonio         | Estados Unidos       | Frost Bank Center                             |            |            |
| 115              | 15 de mayo de 2024       | Houston             | Estados Unidos       | Toyota Center                                 |            |            |
| 116              | 16 de mayo de 2024       | Houston             | Estados Unidos       | Toyota Center                                 |            |            |
| 117              | 18 de mayo de 2024       | Atlanta             | Estados Unidos       | State Farm Arena                              |            |            |
| 118              | 19 de mayo de 2024       | Atlanta             | Estados Unidos       | State Farm Arena                              |            |            |
| 119              | 23 de mayo de 2024       | Toronto             | Canadá               | Scotiabank Arena                              |            |            |
| 120              | 24 de mayo de 2024       | Montreal            | Canadá               | Centre Bell                                   |            |            |
| 121              | 26 de mayo de 2024       | Mineápolis          | Estados Unidos       | Target Center                                 |            |            |
| 122              | 29 de mayo de 2024       | Rosemont            | Estados Unidos       | Allstate Arena                                |            |            |
| 123              | 30 de mayo de 2024       | Rosemont            | Estados Unidos       | Allstate Arena                                |            |            |
| 124              | 1 de junio de 2024       | Brooklyn            | Estados Unidos       | Barclays Center                               |            |            |
| 125              | 2 de junio de 2024       | Uncasville          | Estados Unidos       | Mohegan Sun Arena                             |            |            |
| 126              | 4 de junio de 2024       | Tampa               | Estados Unidos       | Amalie Arena                                  |            |            |
| 127              | 5 de junio de 2024       | Orlando             | Estados Unidos       | Kia Center                                    |            |            |
| 128              | 6 de junio de 2024       | Sunrise             | Estados Unidos       | Amerant Bank Arena                            |            |            |
| 129              | 8 de junio de 2024       | Miami               | Estados Unidos       | Kaseya Center                                 |            |            |
| 130              | 9 de junio de 2024       | Miami               | Estados Unidos       | Kaseya Center                                 |            |            |
| 131              | 11 de junio de 2024      | Greensboro          | Estados Unidos       | Greensboro Coliseum                           |            |            |
| 132              | 14 de junio de 2024      | Nashville           | Estados Unidos       | Bridgestone Arena                             |            |            |
| Europa           |                          |                     |                      |                                               |            |            |
| 133              | 28 de junio de 2024      | Córdoba             | España               | Plaza de toros Los Califas                    |            |            |
| 134              | 30 de junio de 2024      | Sevilla             | España               | Estadio de La Cartuja                         |            |            |
| 135              | 3 de julio de 2024       | Pamplona            | España               | Navarra Arena                                 |            |            |
| 136              | 6 de julio de 2024       | Madrid              | España               | Estadio Santiago Bernabéu                     |            |            |
| 137              | 7 de julio de 2024       | Madrid              | España               | Estadio Santiago Bernabéu                     |            |            |
| 138              | 10 de julio de 2024      | Murcia              | España               | Plaza de Toros de Murcia                      |            |            |
| 139              | 13 de julio de 2024      | Roquetas de Mar     | España               | Estadio Municipal Antonio Peroles             |            |            |
| 140              | 17 de julio de 2024      | Barcelona           | España               | Palau Sant Jordi                              |            |            |
| 141              | 18 de julio de 2024      | Barcelona           | España               | Palau Sant Jordi                              |            |            |
| 142              | 21 de julio de 2024      | La Coruña           | España               | Coruña Sounds                                 |            |            |
| 143              | 24 de julio de 2024      | Chiclana            | España               | Concert Music Festival                        |            |            |
| 144              | 27 de julio de 2024      | Valencia            | España               | Estadio Ciudad de Valencia                    |            |            |
| 145              | 31 de julio de 2024      | Marbella            | España               | Starlite Festival                             |            |            |
| 146              | 2 de agosto de 2024      | Marbella            | España               | Starlite Festival                             |            |            |
| 147              | 3 de agosto de 2024      | Marbella            | España               | Starlite Festival                             |            |            |
| Norteamérica III |                          |                     |                      |                                               |            |            |
| 148              | 22 de agosto de 2024     | Monterrey           | México               | Estadio Banorte                               |            |            |
| 149              | 24 de agosto de 2024     | Monterrey           | México               | Estadio Banorte                               |            |            |
| 150              | 25 de agosto de 2024     | Monterrey           | México               | Estadio Banorte                               |            |            |
| 151              | 28 de agosto de 2024     | Chihuahua           | México               | Estadio Olímpico (UACH)                       |            |            |
| 152              | 31 de agosto de 2024     | Ciudad Juárez       | México               | Estadio Juárez Vive                           |            |            |
| 153              | 3 de septiembre de 2024  | Mexicali            | México               | Estadio Nido de los Águilas                   |            |            |
| 154              | 4 de septiembre de 2024  | Tijuana             | México               | Estadio Caliente                              |            |            |
| 155              | 5 de septiembre de 2024  | Tijuana             | México               | Estadio Caliente                              |            |            |
| 156              | 7 de septiembre de 2024  | Valle de Guadalupe  | México               | Arena Valle de Guadalupe                      |            |            |
| 157              | 12 de septiembre de 2024 | Las Vegas           | Estados Unidos       | Coliseo del Caesars Palace                    |            |            |
| 158              | 14 de septiembre de 2024 | Las Vegas           | Estados Unidos       | Coliseo del Caesars Palace                    |            |            |
| 159              | 15 de septiembre de 2024 | Las Vegas           | Estados Unidos       | Coliseo del Caesars Palace                    |            |            |
| 160              | 19 de septiembre de 2024 | Saltillo            | México               | Estadio Francisco I. Madero                   |            |            |
| 161              | 21 de septiembre de 2024 | Torreón             | México               | Estadio Revolución                            |            |            |
| 162              | 24 de septiembre de 2024 | Hermosillo          | México               | Estadio Héroe de Nacozari                     |            |            |
| 163              | 1 de octubre de 2024     | Guadalajara         | México               | Estadio Jalisco                               |            |            |
| 164              | 3 de octubre de 2024     | Aguascalientes      | México               | Estadio Victoria                              |            |            |
| 165              | 8 de octubre de 2024     | Ciudad de México    | México               | Arena Ciudad de México                        |            |            |
| 166              | 9 de octubre de 2024     | Ciudad de México    | México               | Arena Ciudad de México                        |            |            |
| 167              | 11 de octubre de 2024    | Ciudad de México    | México               | Arena Ciudad de México                        |            |            |
| 168              | 12 de octubre de 2024    | Ciudad de México    | México               | Arena Ciudad de México                        |            |            |
| 169              | 15 de octubre de 2024    | Ciudad de México    | México               | Arena Ciudad de México                        |            |            |
| 170              | 16 de octubre de 2024    | Ciudad de México    | México               | Arena Ciudad de México                        |            |            |
| 171              | 20 de octubre de 2024    | Ciudad de México    | México               | Arena Ciudad de México                        |            |            |
| 172              | 21 de octubre de 2024    | Ciudad de México    | México               | Arena Ciudad de México                        |            |            |
| 173              | 2 de noviembre de 2024   | Puebla              | México               | Estadio Hermanos Serdán                       |            |            |
| 174              | 5 de noviembre de 2024   | Tuxtla Gutiérrez    | México               | Estadio Víctor Manuel Reyna                   |            |            |
| 175              | 8 de noviembre de 2024   | Mérida              | México               | Estadio Carlos Iturralde Rivero               |            |            |
| 176              | 10 de noviembre de 2024  | Cancún              | México               | Estadio Olímpico Andrés Quintana Roo          |            |            |
| 177              | 13 de noviembre de 2024  | Villahermosa        | México               | Estadio Centenario 27 de Febrero              |            |            |
| 178              | 16 de noviembre de 2024  | Acapulco            | México               | Arena GNP Seguros                             |            |            |
| 179              | 17 de noviembre de 2024  | Acapulco            | México               | Arena GNP Seguros                             |            |            |
| 180              | 22 de noviembre de 2024  | Tampico             | México               | Estadio Tamaulipas                            |            |            |
| 181              | 23 de noviembre de 2024  | San Luis Potosí     | México               | Arena Potosí                                  |            |            |
| 182              | 25 de noviembre de 2024  | Toluca              | México               | Estadio Universitario Alberto "Chivo" Córdoba |            |            |
| 183              | 27 de noviembre de 2024  | Monterrey           | México               | Arena Monterrey                               |            |            |
| 184              | 28 de noviembre de 2024  | Monterrey           | México               | Arena Monterrey                               |            |            |
| 185              | 30 de noviembre de 2024  | Ciudad de México    | México               | Estadio GNP Seguros                           |            |            |
| 186              | 1 de diciembre de 2024   | Ciudad de México    | México               | Estadio GNP Seguros                           |            |            |
| 187              | 3 de diciembre de 2024   | Pachuca             | México               | Estadio Hidalgo                               |            |            |
| 188              | 4 de diciembre de 2024   | Veracruz            | México               | Estadio Universitario Beto Ávila              |            |            |
| 189              | 6 de diciembre de 2024   | Irapuato            | México               | Estadio Sergio León Chávez                    |            |            |
| 190              | 7 de diciembre de 2024   | Querétaro           | México               | Estadio Corregidora                           |            |            |
| 191              | 8 de diciembre de 2024   | Ciudad de México    | México               | Arena Ciudad de México                        |            |            |
| 192              | 10 de diciembre de 2024  | Ciudad de México    | México               | Arena Ciudad de México                        |            |            |
| Sudamérica       |                          |                     |                      |                                               |            |            |
| 193              | 17 de diciembre de 2024  | Buenos Aires        | Argentina            | Campo Argentino de Polo                       |            |            |
| 194              | 18 de diciembre de 2024  | Buenos Aires        | Argentina            | Campo Argentino de Polo                       |            |            |
| Total            | 502 días                 | 99 ciudades         | 20 países            | 110 recintos                                  |            |            |

## Premios y nominaciones
| Año  | Ceremonia                         | Premio                   | Resultado | Ref.   |
| ---- | --------------------------------- | ------------------------ | --------- | ------ |
| 2024 | Premio Lo Nuestro 2024            | Gira del año             | Nominado  | [ 7 ]  |
| 2024 | Latín American Music Awards 2024  | Gira del año             | Nominado  | [ 8 ]  |
| 2024 | Billboard Latín Music Awards 2024 | Gira del año             | Nominado  | [ 9 ]  |
| 2024 | Billboard Music Awards            | Top Latín Touring Artist | Ganador   | [ 10 ] |
| 2025 | Pollstar Awards                   | Gira latina del año      | Nominado  | [ 11 ] |
| 2025 | Premios Lo Nuestro                | Tour del año             | Ganador   | [ 12 ] |

## Shows cancelados
| Fecha                    | Ciudad        | País           | Recinto                   | Fuente |
| ------------------------ | ------------- | -------------- | ------------------------- | ------ |
| 15 de febrero de 2024    | Cali          | Colombia       | Estadio Pascual Guerrero  | [ 13 ] |
| 28 de marzo de 2024      | Santa Cruz    | Bolivia        | Estadio Tahuichi Aguilera | [ 13 ] |
| 12 de junio de 2024      | Nueva Orleans | Estados unidos | Smoothie King Center      | [ 13 ] |
| 27 de septiembre de 2024 | Culiacán      | México         | Estadio Dorados           | [ 14 ] |
| 29 de septiembre de 2024 | Mazatlán      | México         | Estadio El Encanto        | [ 14 ] |

## Banda
- Voz: Luis Miguel
- Guitarra eléctrica y acústica: Kiko Cibrian
- Bajo: Lalo Carrillo
- Piano: Mike Rodríguez
- Teclados: Salo Loyo
- Batería: Víctor Loyo
- Percusión: Roberto Serrano
- Saxofón: Alejandro Barragán
- Trompeta: Bill Churchville
- Trompeta: Arturo Solar
- Trompeta: Omar Martínez
- Trombón: Alejandro Carballo
- Coros: Paula Peralta, Lara Mrgic, Tatyana Cooper
- Mariachi: Mariachi Vargas de Tecalitlán